# Analiza snów
Analiza snów bądź interpretacja snów – proces określania znaczenia snów. W większości kultur starożytnych sen interpretowany był jako rodzaj komunikacji z Bogiem bądź boskością jako taką. Pierwszym spisanym dziełem na ten temat była Oneirocritica Artemidora z drugiego wieku naszej ery. Ponownie temat został podjęty w XIX wieku przez Sigmunda Freuda. Wyszczególnił on cztery transformacje senne wynikające, jak uważał, z wewnętrznego strukturalnego konfliktu id – superego:
- kondensacja – pojedynczy obiekt senny reprezentuje wiele myśli,
- translacja – znaczenie psychiczne obiektu sennego jest przesunięte względem znaczenia dosłownego,
- reprezentacja – myśl jest równoważnikiem obrazów wizualnych,
- symbolizm – symbol jest zastępczy względem idei, osoby lub akcji.

Scenariusz Bena Hechta do filmu Urzeczona (1945, reż. Alfred Hitchcock) z Ingrid Bergman i Gregorym Peckiem koncentrował się na przekazaniu jednego z głównych elementów metodologii Freuda, interpretacji snów.